# Ягідне (Нестеровський район)
Ягідне (рос. Ягодное) — селище Нестеровського району, Калінінградської області Росії. Входить до складу Пригороднього сільського поселення.
Населення —  5 осіб (2015 рік). 

## Населення
| 2002 | 2010 |
| ---- | ---- |
| 20   | ↘5   |